# 2S38
2S38 est un véhicule antiaérien russe, mis en œuvre sur un chassis BMP-3, actuellement à l'état de projet.

## Description
Il s'agit d'un véhicule de défense aérienne autopropulsé basé sur un châssis BMP-3 équipé d'un canon automatique de 57 mm 2A90 et d'un équipement passif de reconnaissance et de suivi de cible. Il est conçu pour abattre des véhicules aériens sans pilote (UAV/drone), des missiles de croisière, des missiles air-sol, des avions, des hélicoptères et des roquettes MLRS. Le 2S38 est équipé d'un système TV / d'imagerie thermique avec des capacités de verrouillage et de suivi automatiques de la cible, d'un télémètre laser et d'un système de guidage laser. Le système d'acquisition optique et électronique de cible peut repérer un aéronef à 6,4 km et, à l'aide de l'observation sectorielle, peut détecter un avion à plus de 12 km. Le canon est assez rapide pour détruire des cibles voyageant à 500 m/s (1 800 km/h; Mach 1,5). Des munitions à guidage laser, à explosion aérienne et anti-drone spécialisées pour ZAK-57 sont en cours de développement. Ses projectiles guidés ont quatre ailes repliées dans le boîtier et commandées par l’actionneur dans la partie avant du projectile, utilisant l’énergie du flux d’air pour se diriger vers la cible,,,
. Prévu pour terminer les essais d'État en 2022.
Le tracteur d'artillerie 9T260 a été développé pour sa logistique en munition.

## Galerie d'images

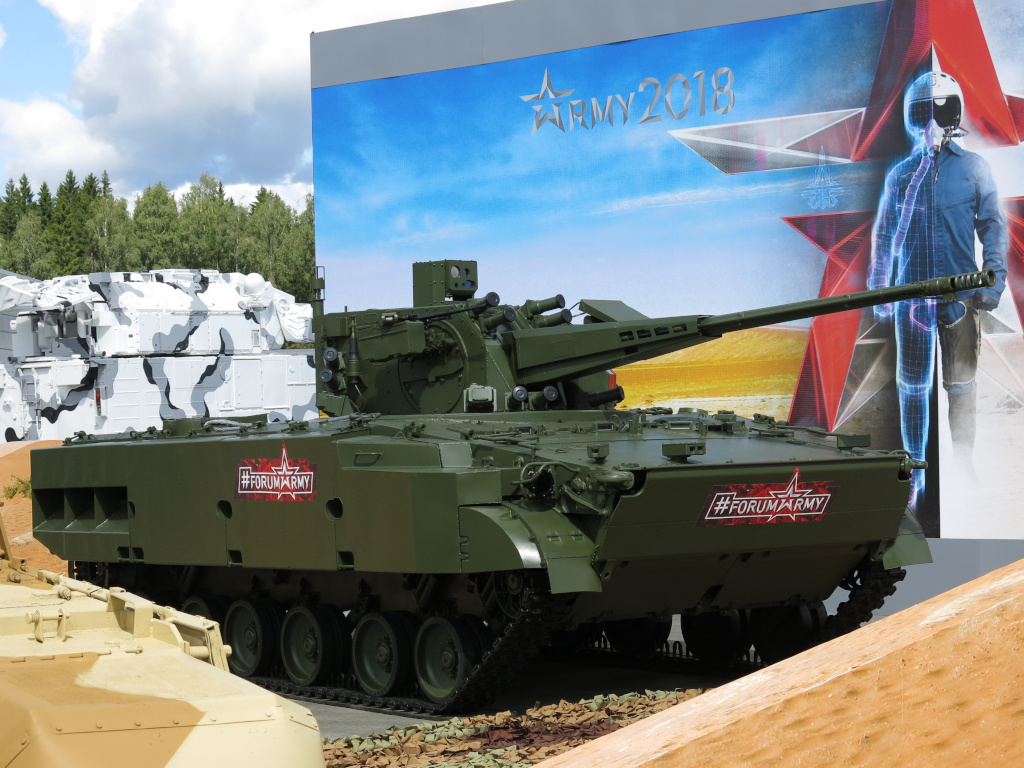
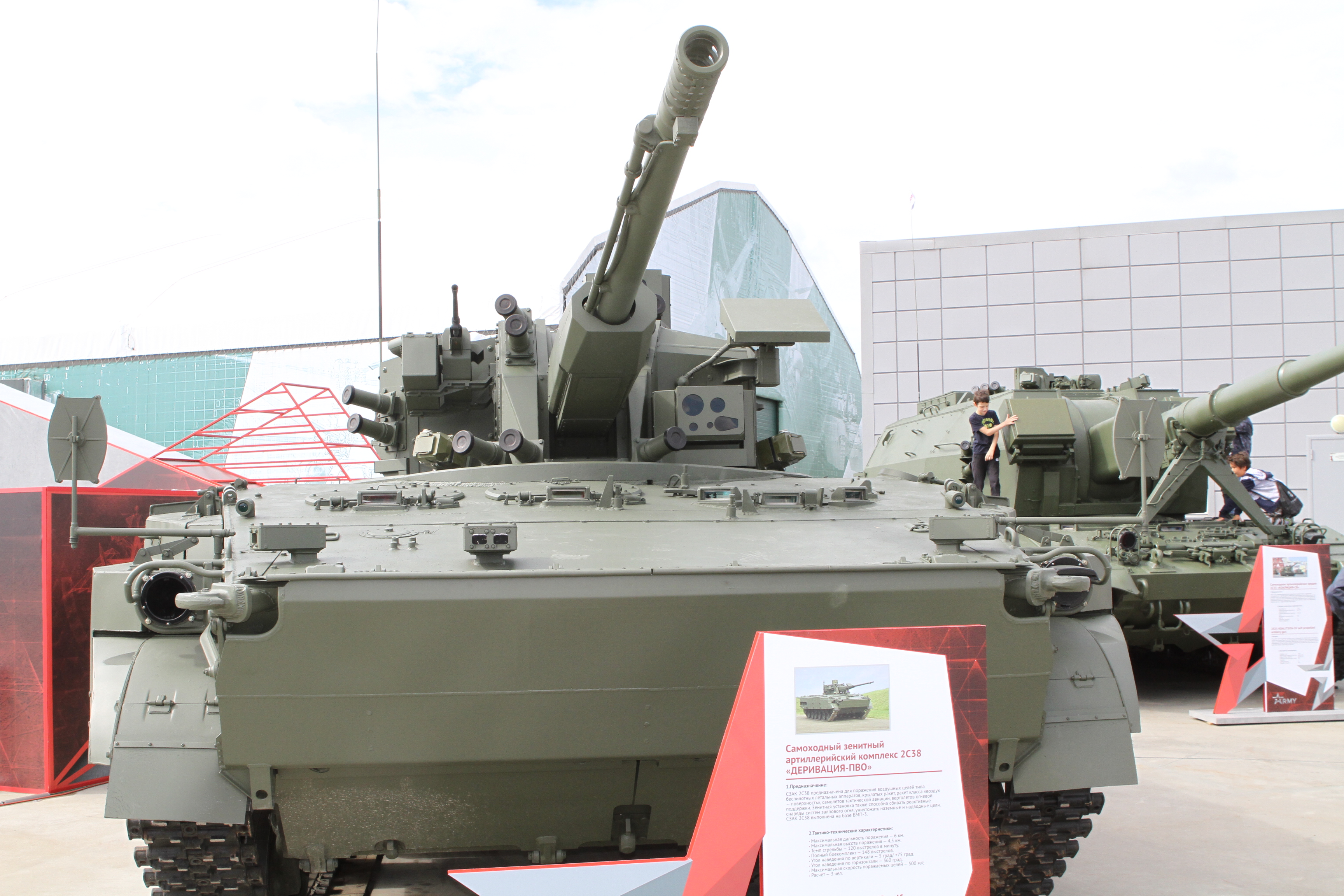
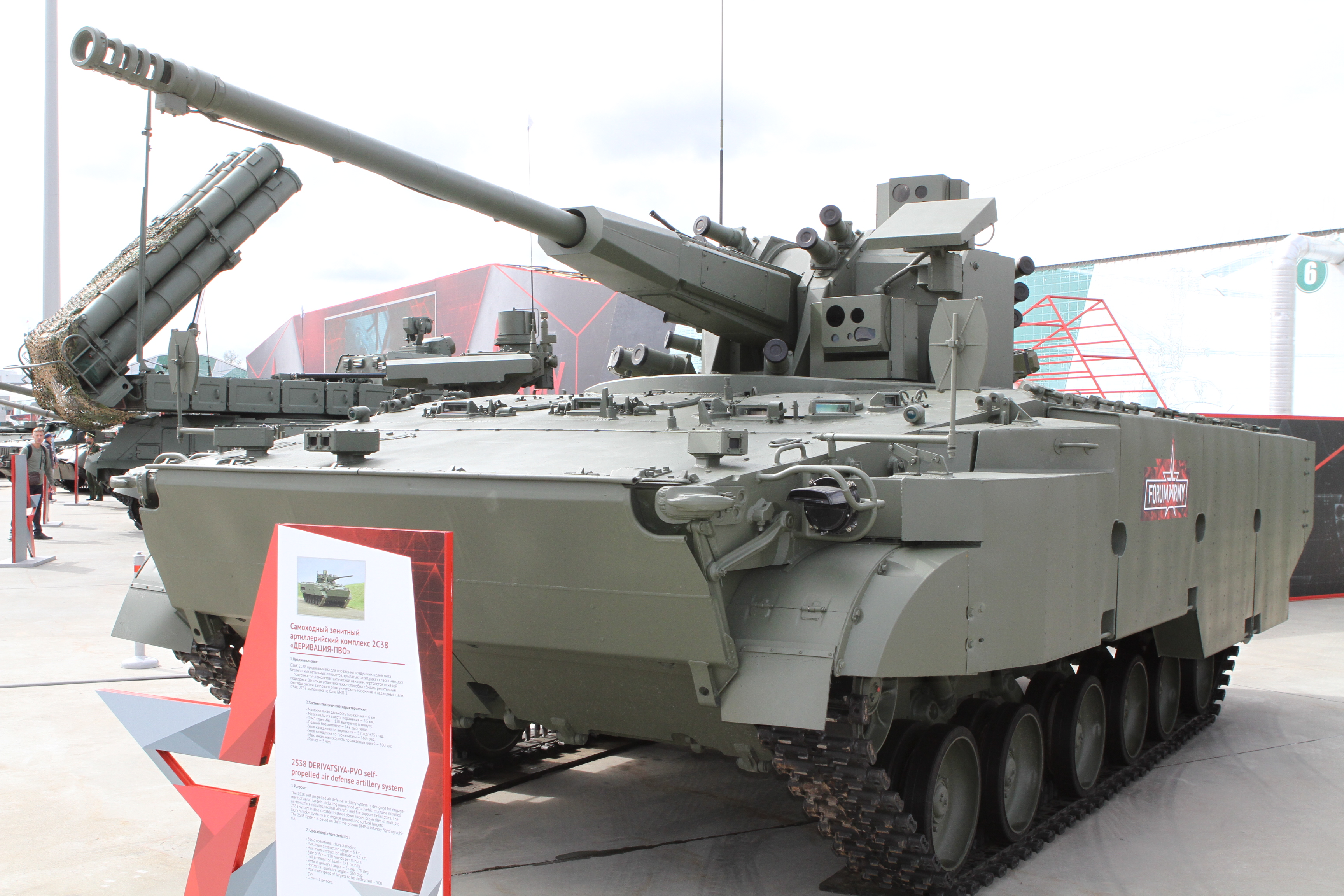